# Ingapirca

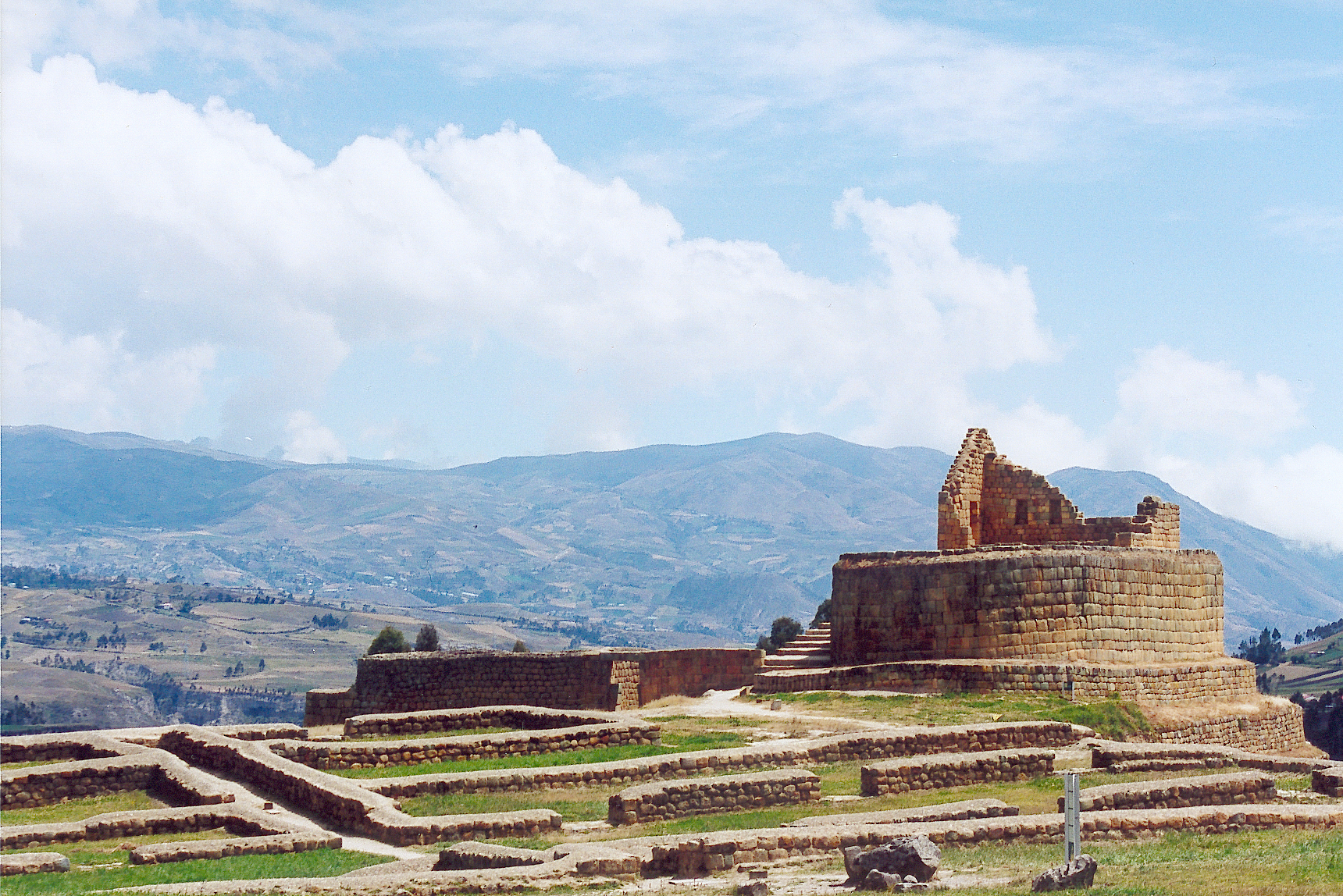
Ingapirca

Ingapirca (kečuánsky: Inkapirqa) je zachovalá incká pevnost na území Ekvádoru. Nachází se v provincii Cañar, severně od města Cuenca, v nadmořské výšce 3295 m.
Dominantou objektu byl Chrám slunce, jehož oválný půdorys je značně unikátní – z někdejší incké říše se takové dochovaly pouze zde a v Cuzcu (chrámu slunce Coricanchi).
Chrám slunce v Ingapirce byl postavený bezmaltovou technikou z dokonale sesazených hlazených kamenů. Z ostatních původních staveb se dochovaly zbytky původních kanálků, mlýn na drcení kukuřice, kamenné nádoby a pravděpodobně obětní kameny. V červnu se zde pravidelně koná incká slavnost uctívání slunce – Intiraymi.